# アゼルバイジャン航空8243便墜落事故
アゼルバイジャン航空8243便墜落事故（アゼルバイジャンこうくう8243びんついらくじこ）は、2024年12月25日にカザフスタンで発生した航空事故である。

## 航空機
事故機のエンブラエルERJ-190AR（機体記号4K-AZ65、名称「Gusar」）は、製造番号19000630として製造され、2013年にエンブラエル社によって製造されたものである。エンジンはゼネラル・エレクトリックCF34-10E6 2基を搭載し、2024年10月18日に最終メンテナンスを受けた。初飛行は2013年7月22日で、アゼルバイジャン航空が所有していた。2013年から2017年までは同航空会社が運航し、2017年から2023年までは同航空会社の格安航空会社子会社であるブタ航空が運航した。事故当時、機齢11年であった。

## 事故の経緯
アゼルバイジャンのバクーからロシア連邦・チェチェン共和国グロズヌイへ向かっていたが、カスピ海上空を飛行中に緊急事態を宣言し、カザフスタンのアクタウ空港への緊急着陸を試みたが、機体は地面に墜落し爆発炎上した。

## 乗員乗客

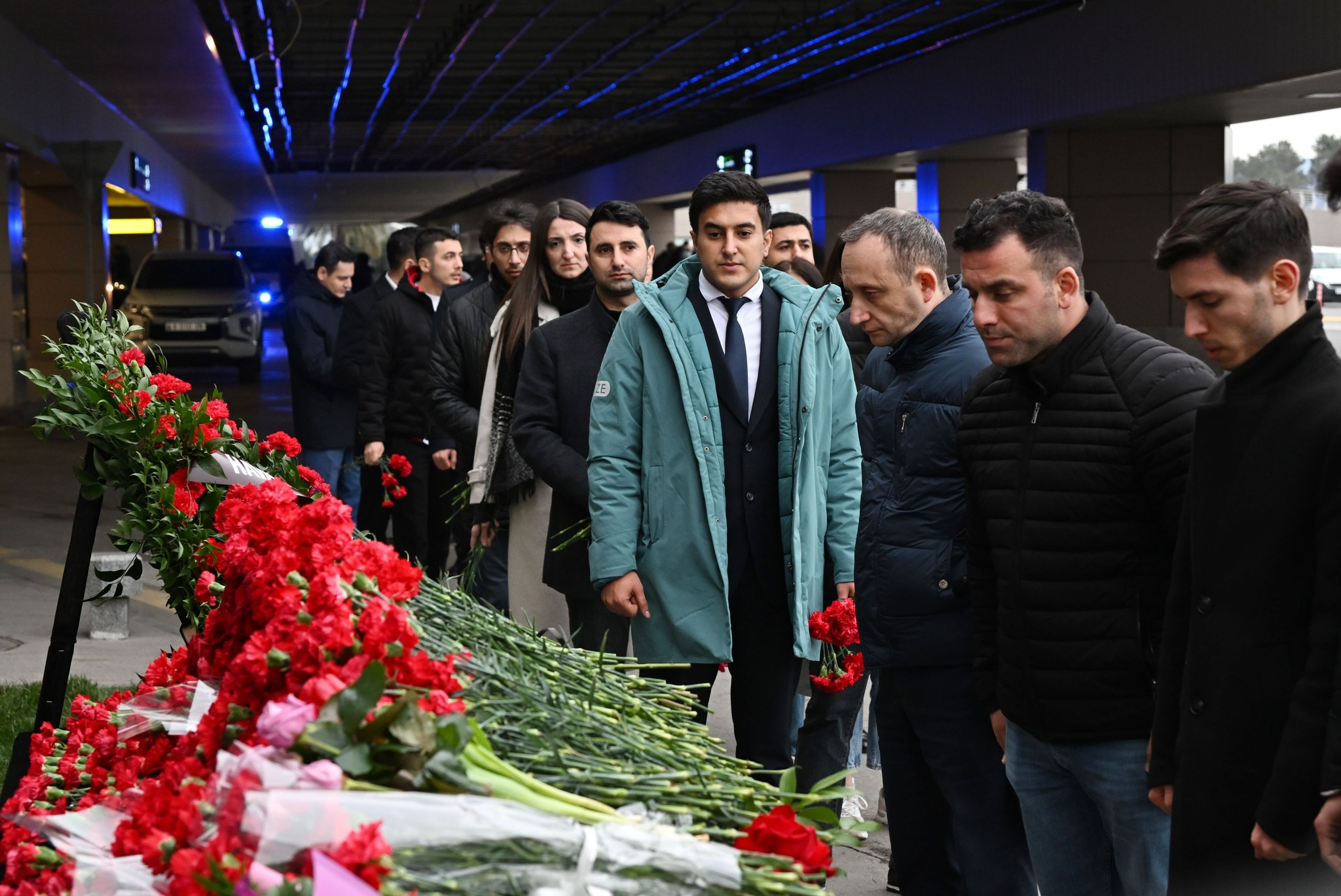
バクー国際空港での献花の様子

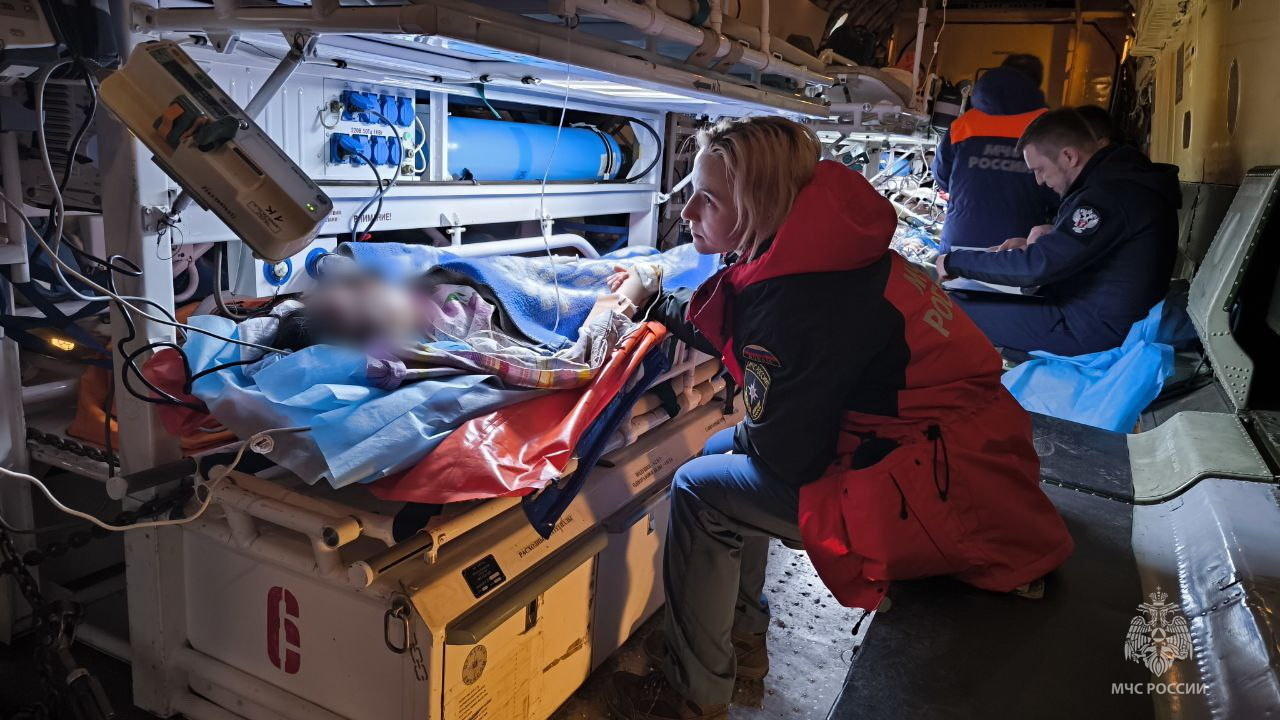
負傷したロシア市民をモスクワに輸送する様子

航空機には乗客62人と乗員5人が搭乗していた。乗客は、37人がアゼルバイジャン人（23人死亡）、16人がロシア人（7人死亡）、6人がカザフスタン人（全員死亡）、3人がキルギス人（全員生存）、乗員5人（2人死亡）は全員がアゼルバイジャン人であった。
機長の Igor Kshnyakin らパイロットは、飛行時間が1万時間を超えるプロフェッショナルであったと、アゼルバイジャン航空の説明で述べられている。
後にパイロット2名以外に客室乗務員1名も死去したことが判明。3名はアゼルバイジャンのイルハム・アリエフ大統領により「アゼルバイジャン国家英雄」の称号を追贈され、生き残った2名の乗員も一級勇気勲章を受章した。

## 事故調査

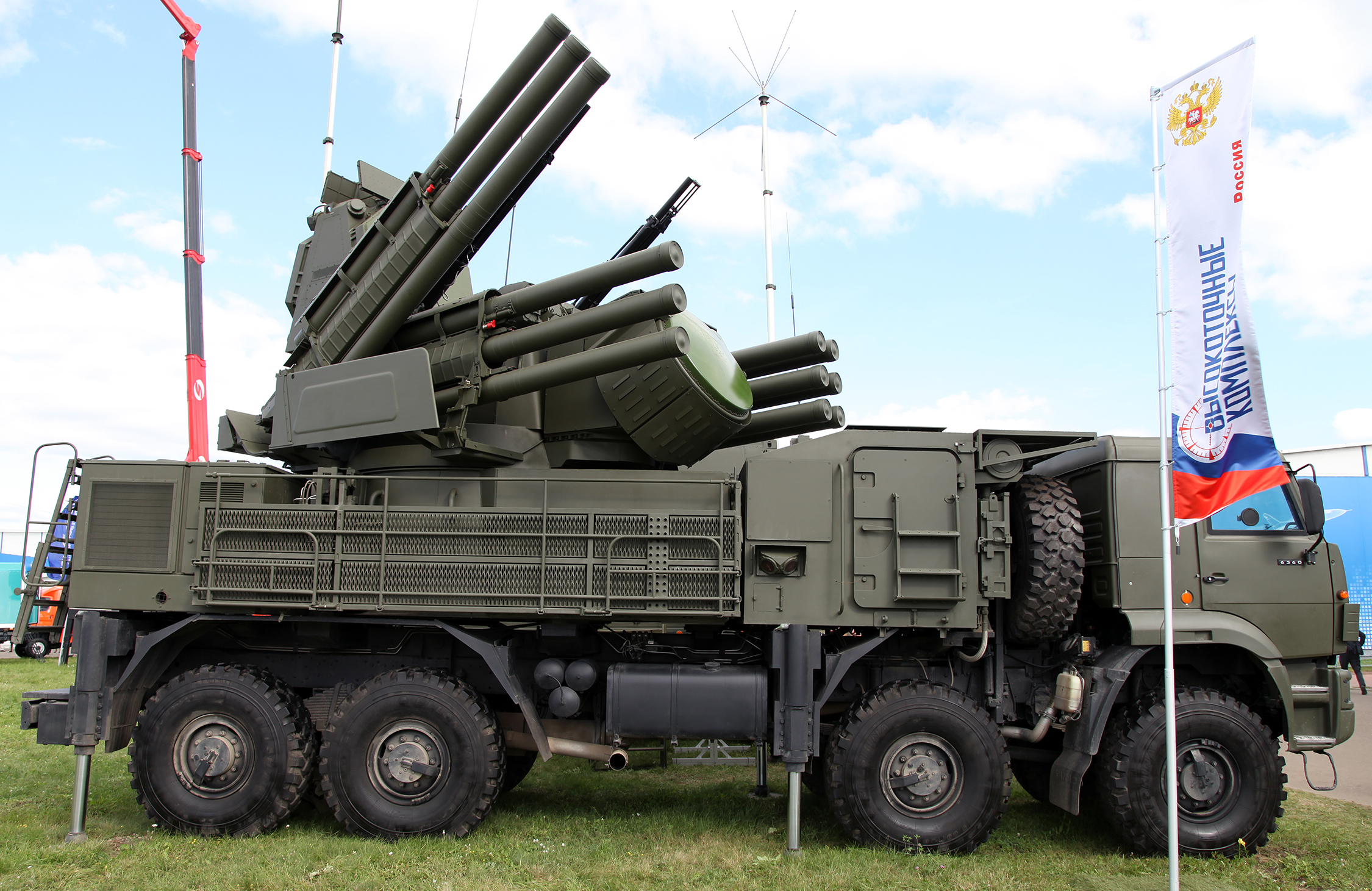
関与した可能性が指摘されているパーンツィリ-S1(近距離対空防御システム)

ロシア当局は、同機がバードストライクに遭い、機体が損傷したため緊急着陸を試みたことがうかがえるという声明を出した。一方、匿名のアゼルバイジャン政府当局者は、「ウクライナ軍のドローンを迎撃するために発射されたロシア軍の地対空ミサイルシステム・パーンツィリ-Sで撃墜された」という見方を示した。
NHKは現地メディアが、グロズヌイの上空で攻撃を受けたあと近隣の空港に向かおうとしたが、着陸が許可されず、カザフスタンに向かったと報じた。

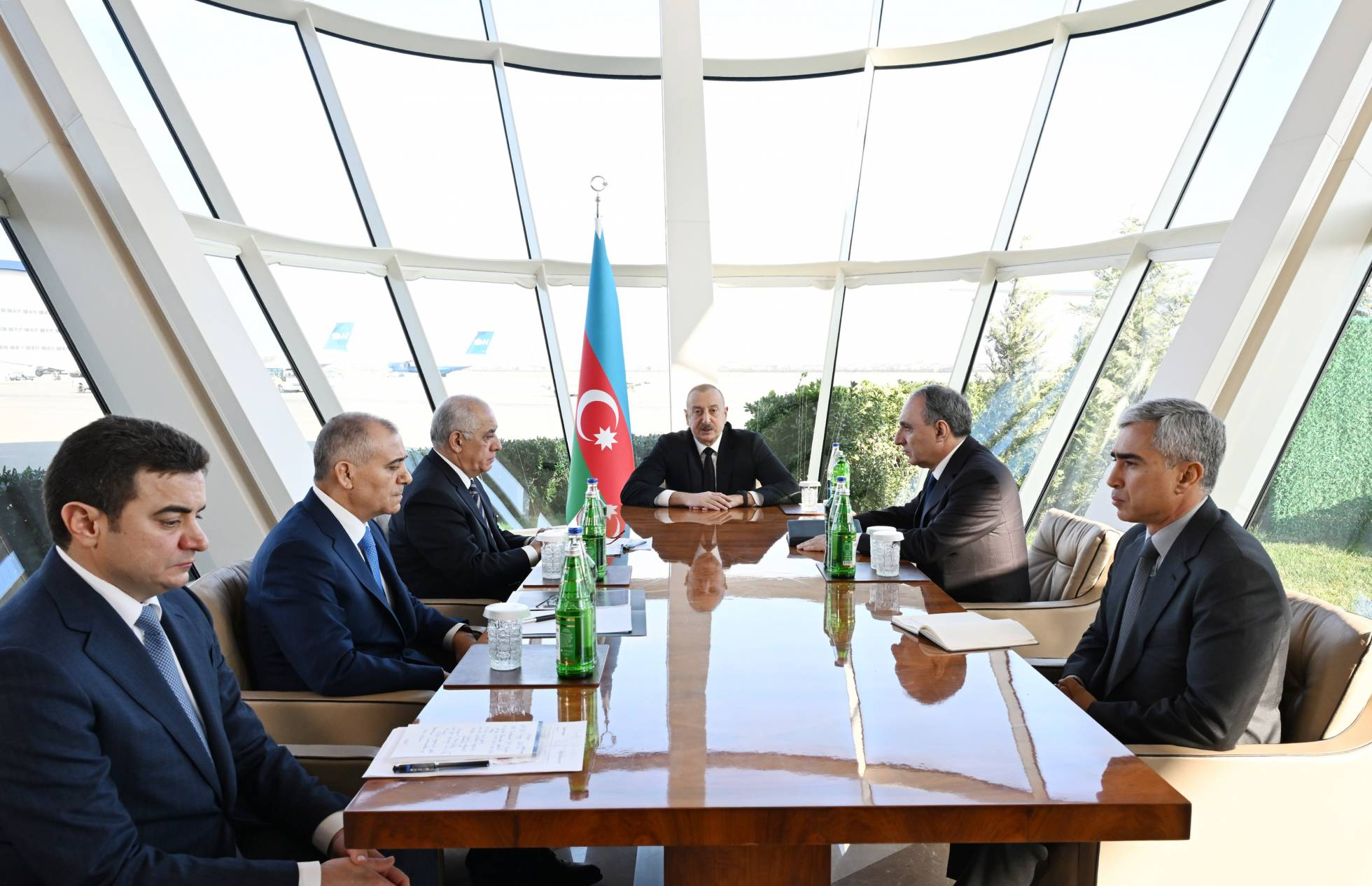
対応を協議するアゼルバイジャンの大統領と閣僚達、2024年12月25日

12月27日、ロシア航空当局は、当時の状況として「着陸は困難であった」とし、ロシアには非がないと主張したが、アゼルバイジャンのラシャド・ナビエフ運輸相やアゼルバイジャン航空は「外部からの影響」が墜落の原因になったという暫定情報を発表した。また、事故後、アゼルバイジャンやイスラエルの航空会社はロシア便の運行停止を決めた。
28日になると、ロシアのウラジーミル・プーチン大統領は電話で、アゼルバイジャンのイルハム・アリエフ大統領に「悲劇的な事件が起きた」として「謝罪」したと、ロシア大統領府が発表した。プーチン大統領はアゼルバイジャン側が主張する「ロシア軍の防空システムの誤射」が事故の原因だったかどうかについては触れていなかったが、当時グロズヌイ周辺でウクライナ軍のドローン攻撃があり、ロシアの防空システムで撃退していたことを認めた上、「外部の爆発で機体が損傷し、操縦不能に陥った」というアリエフ大統領の主張にも反論しなかった。
元日本航空機長で航空評論家の杉江弘は想像だとしながら、誤射後に証拠隠滅のためカスピ海に墜落させる目的で着陸を拒否しGPS妨害をしてカザフスタンに向かわせた可能性を語った。
29日、アゼルバイジャンのイルハム・アリエフ大統領は国営テレビ局のインタビューで、「旅客機はロシア上空で通信妨害を受け、同時に地上からも撃たれ、尾翼に深刻なダメージを受けた」「旅客機はロシアから撃たれて墜落したと断言できる。これが意図的に行われたとは言わないが、実際に起きたのだ」と述べ、ロシアに対して責任を認めた上で関係者を処罰し、アゼルバイジャン政府や負傷者への賠償を行うよう求めた。また、ロシア側が当初、墜落の原因をバードストライクや機内のガスボンベの爆発によるものだとしたことについて、「ロシアがこの問題を隠蔽しようとした」と露側の対応を非難した。

### 暫定報告書
2025年2月4日、カザフスタンの事故調査委員会が調査結果、見解を発表し、墜落した機体の胴体や尾翼、それにエンジンに多数の穴が開き、油圧システムも損傷したとした。
同月5日、アゼルバイジャン政府がロシアを国際司法裁判所に訴える準備を進めていることが報道された。ロシア当局が事件への関与を否定し責任を乗組員に負わせようとしており、2014年のマレーシア航空17便撃墜事件と同じ戦術を用いているとしている。アゼルバイジャン側は、飛行機から取り外され国際調査で特定されたパーンツィリ-S1ミサイルの破片を証拠として受け取っており、調査中であるという。